# En kriminel Historie
En kriminel Historie er en dansk stumfilm fra 1919, der er instrueret af Lau Lauritzen Sr. efter manuskript af Aage Brodersen.

## Handling
Denne artikel mangler et handlingsreferat. Hjælp os med at skrive det.